# Colombiana (música)
La colombiana o colombianas es un palo flamenco creado en 1931 por el cantaor Pepe Marchena. Se considera uno de los estilos más recientes dentro de este arte musical.
En 1932, el mismo Pepe Marchena grabó una versión de colombiana acompañado por el guitarrista Ramón Montoya. El texto consta de 6 versos de ocho sílabas, y el ritmo acusa el influjo de la música cubana, al igual que ocurre con otros palos flamencos de influencia hispanoamericana, como la guajira, la milonga y la rumba.
Tras su creación, este estilo se divulgó rápidamente y fue bien acogido por el público, aunque los puristas lo consideran alejado de los cantes auténticos.
Existen múltiples interpretaciones de distintos artistas, de entre las cuales destaca la versión bailada por Carmen Amaya, la instrumental interpretada por Paco de Lucía o las versiones cantadas por Pepe el Molinero, Rocío Jurado y Ana Reverte, artista que además aporta su propio estilo. También es célebre la colombiana Serranía del Brasil, que interpretaba La Niña de la Puebla junto a su marido Luquitas de Marchena.